# James Foad
James Foad (ur. 20 marca 1987 w Southampton) – brytyjski wioślarz, brązowy medalista olimpijski, dwukrotny wicemistrz świata.

## Osiągnięcia
- Mistrzostwa świata – Hamilton 2010 – ósemka – 2. miejsce
- Mistrzostwa świata – Bled 2011 – ósemka – 2. miejsce
- Igrzyska olimpijskie – Londyn 2012 – ósemka – 3. miejsce
- Mistrzostwa Europy – Belgrad 2014 – ósemka – 3. miejsce
- Mistrzostwa świata – Amsterdam 2014 – dwójka bez sternika – 2. miejsce